# Waldburg-Friedburg-Scheer

Stemma di Waldburg-Friedburg-Scheer

Waldburg-Friedburg-Scheer fu una Contea situata a Sud-Est del Baden-Württemberg, in Germania. Waldburg-Friedburg-Scheer derivò da una divisione del Waldburg-Trauchburg, al quale tornò nel 1717.

## Conti di Waldburg-Friedburg-Scheer
- 1652-1672: Christoph Karl
- 1672-1678: Franz Eusebius
- 1678-1717: Maximilian Wunibald

estinzione della casata